# Langue de Barbarie

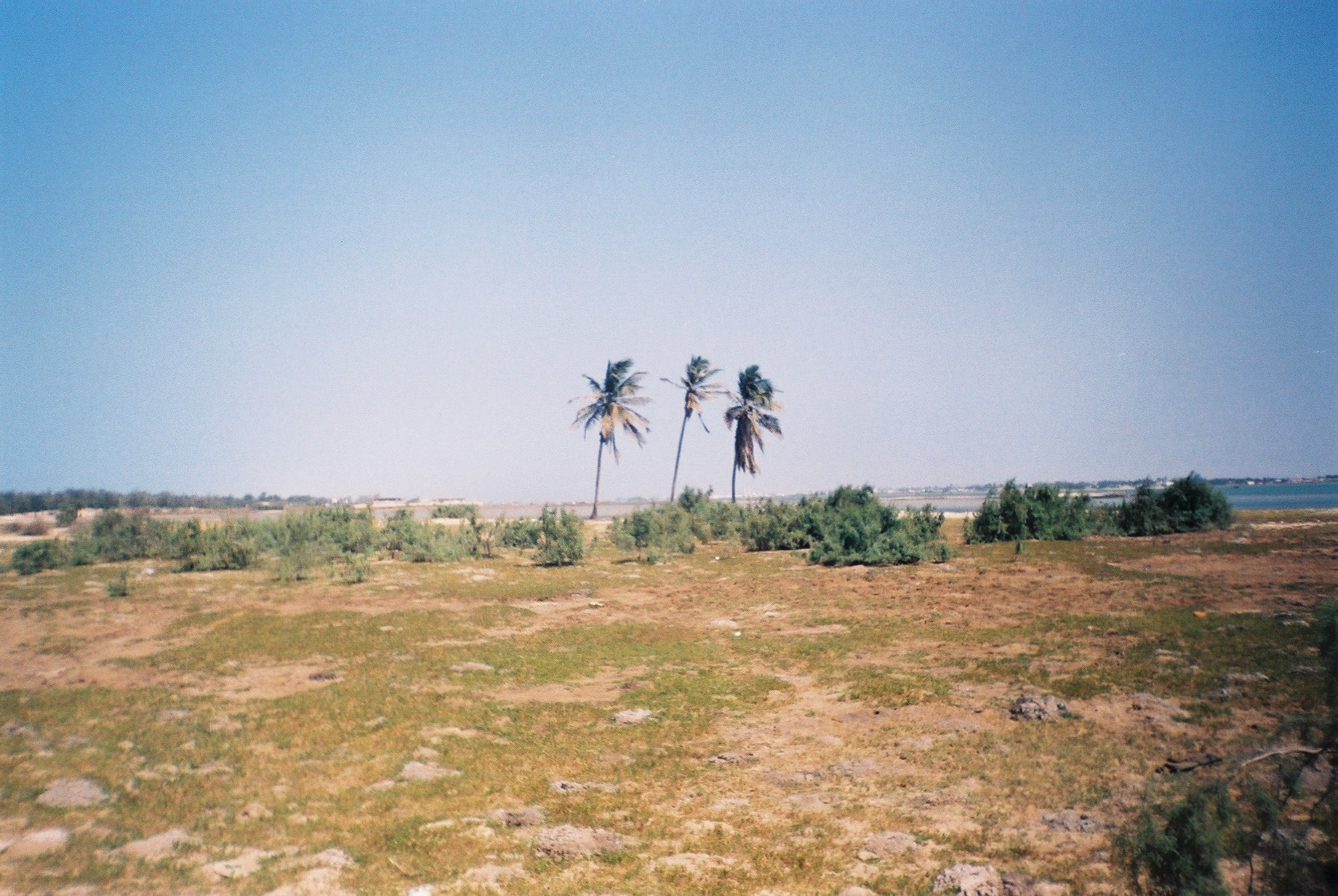
Park Narodowy Langue de Barbarie - roślinność piaszczystych wybrzeży

Langue de Barbarie – piaszczysty półwysep w północno-zachodnim Senegalu u afrykańskich wybrzeży Oceanu Atlantyckiego. Półwysep jest długim, wąskim cyplem oddzielającym ocean od rzeki Senegal tuż przed jej ujściem. Północną część półwyspu zajmuje zachodnia dzielnica miasta Saint Louis, natomiast południowa część od 1976 roku objęta jest ochroną w ramach Parku Narodowego Langue de Barbarie (fr. Parc National de la Langue de Barbarie). 
Zajmujący obszar 2000 hektarów park narodowy cenny jest ze względu na istniejące tu siedliska ptaków, m.in. flamingów, kormoranów i pelikanów. Od listopada do kwietnia zimują tu też migrujące ptaki z Europy. Atrakcją przyrodniczą są tu też ciągnące się kilometrami nadmorskie wydmy. Dominuje karłowata roślinność nadmorska.